# Sort skovsnegl
Den sorte skovsnegl (Arion ater) er den almindelige skovsnegl i Danmark.

## Ekstern kilde/henvisning
- Info på TV 2 Vejret

| Dyr | Spire Denne artikel om dyr er en spire som bør udbygges. Du er velkommen til at hjælpe Wikipedia ved at udvide den. |